# Matilde, Perico y Periquín
Matilde, Perico y Periquín fue un serial radiofónico enmarcado en el estilo de comedia costumbrista y producido por la cadena SER. La serie comenzó el 26 de febrero de 1955 y no terminó hasta la muerte de uno de sus protagonistas, Pedro Pablo Ayuso, en 1971. Estaba patrocinada por Cola-Cao, algo relativamente novedoso en aquel momento.
El autor de la serie fue Eduardo Vázquez, y dieron voz a los personajes principales Matilde Conesa (Matilde), Matilde Vilariño (Periquín) y Pedro Pablo Ayuso (Perico), mientras que Carmen Martínez, Juana Ginzo y Agustín Ibáñez interpretaron a personajes secundarios. Los episodios, de 10 a 15 minutos, habitualmente mostraban la vida cotidiana de una familia española supuestamente típica, en la que los padres trataban de no dejar ver su bajo nivel de vida, sólo para ser puestos en evidencia por la sinceridad de su hijo pequeño, por ejemplo ante su maestra (Doña Pepa Cifuentes) o ante su vecina metomentodo.

## Sinopsis
El serial, que comenzó a emitirse en 1955, tuvo un enorme impacto en la audiencia española, lo que le permitió mantenerse en las ondas durante 16 años. Por la tarde, hacia el crepúsculo, poco antes de cenar, la familia se pegaba al receptor radiofónico para escuchar uno de los programas familiares que más éxito popular tuvo en aquellos años 50 y 60 en España. Matilde, Perico y Periquín siempre terminaba con don Perico, es decir, el papá de Periquín, llamando con ironía, que escondía sus verdaderas intenciones, al niño: "Periquín guapo, ven aquí…!", porque toda la trama de este serial consistía en describirnos las travesuras que día a día cometía el pequeño Periquín.

## Premios
- Matilde Conesa recibió sendos Premios Ondas,[7] en los años: 1955 (por su papel en Matilde, Perico y Periquín), 1971 y 1999, además del Premio de la Unión de Actores en 2006, (a Una vida de Doblaje 2006).
- Pedro Pablo Ayuso consiguió dos Premios Ondas en 1960 y en 1971,[8] este último a título póstumo. Así como, en 1970, también obtuvo el Premio Antena de Oro por su labor radiofónica.
- Matilde Vilariño (especializada en poner a voz a niños) recibió en 1960 el Premio Ondas como mejor actriz,[9] y, en 1967, el Premio Antena de Oro en la categoría de Radio.
- Juana Ginzo obtuvo el Premio Ondas a la mejor actriz en 1957,[10] la Antena de Oro en 1971, y la Medalla de oro al Mérito en el trabajo en el 2005.

## Ediciones
Algunas historias fueron editadas en formato de libro infantil: Matilde Perico y Periquín (1958), Nuevas aventuras de Matilde, Perico y Periquín (1959), Periquín y sus amigos (1960), Periquín y Gustavín (1961), Nuevas andanzas de Periquín y Gustavín (1962). En el año 2000 fueron reeditados por las editoriales Edaf y Anaya.